# 이병욱 (축구 선수)
이병욱(1996년 11월 14일 ~ )은 대한민국의 축구 선수로, 포지션은 센터백이자, 현 K3리그 김해시청 축구단의 소속이다.

## 축구인 경력
이병욱은 2015년 김병수 감독이 이끄는 영남대학교 축구부에 입단하였다. U리그 2017 대회 종료 이후, 우수선수상을 수상하였다.
2017년 12월 12일 K리그 챌린지의 서울 이랜드 FC에 입단하였다. 2018년 3월 28일 고려대학교와의 FA컵 3라운드 경기에서 선발 출장하며, 서울 이랜드에서의 데뷔 무대를 가지게 되었다. 9월 15일 K리그2 2018 28라운드 대전 시티즌과의 원정 경기에서 깜짝 선발 출장하여, K리그 데뷔 무대를 가지게 되었다. 백쓰리 포메이션의 왼쪽 센터백으로 출장하였으며, 21분 경 대전의 강윤성 선수에게 득점을 허용하며 실점을 경험하기도 하였다. 42분 경 공격수 주민규와 교체되며, 자신의 리그 데뷔전을 마치게 되었다.
2020시즌을 앞두고 K리그1의 강원 FC에 입단했다.

## 수상

### 개인
- U리그 우수선수상 : 2017